# For the First Time (canción de The Script)
«For the First Time» es una canción por la banda irlandesa The Script. Fue lanzado el 20 de agosto de 2010 como el primer sencillo del segundo álbum de estudio de la banda, Science & Faith. Debutó en el número uno en Irish Singles Chart, convirtiéndose en el primer sencillo número uno de The Script.

## Historia
Danny O'Donoghue de The Script dijo una historia detrás de la canción en una entrevista con Merrick, Dools & Ricki-Lee en la radio Nova 96.9. O'Donoghue dijo: "La canción 'For the First Time' trata sobre cuando regresamos de hacer giras en el mundo. Queríamos reencontrarnos con las personas que realmente nos tuvieron aquí, y llegamos a casa y nos dimos cuenta que hay una cruda realidad allí, la recesión había golpeado, las personas están perdiendo sus trabajos y sus cosas de valor, y nosotros pensamos, esto casi palidece en comparación a nuestras noticias. Comenzamos la canción, y terminó siendo un poco triste y sentímos que realmente necesitabamos un gran mensaje sobre esto, para cambiarlo... Así que necesitabamos un mensaje de esperanza, como están siendo despojados de todas éstas cosas que se den cuenta que es lo que realmente importa. Es todo sobre volver a lo básico, beber vino barato, comer tú cena en el piso. Allí es cuando conoces al otro por primera vez, cuando no tienes nada."

## Vídeo musical
El vídeo musical muestra a la banda de The Script en un estudio y aparecen tomas de una pareja quiénes han emigrado desde Irlanda a Nueva York. Uno de los personajes en el vídeo es interpretado por Eve Hewson, hija del cantante de U2 Bono.

## Posiciones
«For the First Time» debutó en el Irish Singles Chart en el número uno el 10 de septiembre de 2010, sacándo a la canción de Katy Perry "Teenage Dream del primer puesto. Esto hace de la banda el primer sencillo número uno y tercero en top 10 en Irlanda. En su segunda semana en las listas, el sencillo siguió en el primer puesto. El sencillo debutó en el número cinco en UK Singles Chart antes de moverse al número cuatro la semana siguiente. En Australia, "For the First Time" debutó y llegó al número veinte en Australian ARIA Singles Chart.